# QX Gaygalan 2013
QX Gaygalan 2013 var den 15:e QX Gaygalan och hölls på Cirkus i Stockholm den 4 februari 2013 med Jenny Strömstedt som konferencier.  QX Gaygalan TV-sändes den 5 februari i TV4 och hade som mest 1 221 000 tittare under lördagskvällen. Priset "Årets Homo" delades ut av kronprinsessan Victoria.

## Vinnare
| Årets homo/bi/trans | Årets hetero |
| --- | --- |
| - Jonas Gardell - Kajsa Bergqvist - Anja Pärsson - Christer Lindarw - Pia Sundhage                                                          | - Soran Ismail - Sarah Dawn Finer - Barack Obama                                                                      |
| Årets hederspris | |
| - Ugandas HBTQ-aktivister, priset hämtades av Jimmy & Lawrence                                                                              | |
| Årets keep up the good work | Årets bok: |
| - Alf Kjeller (för arbetet med Stockholm Pride) - Joe Nilsson & Emma Gayga - Katja & Gunn                                                   | - Torka aldrig tårar utan handskar - Jonas Gardell - Mitt positiva liv - Andreas Lundstedt - Äntligen - Gabriel Forss |
| Årets drag | Årets gayställe |
| - After Dark - Cabaret Moulin - Loa Falkman - Diamond Dogs - Jonas Karlsson                                                                 | - Bee Bar, Göteborg - KG, Stockholm - Zipper, Stockholm - Wonk, Malmö - Kolingsborg, Stockholm                        |
| Årets svenska låt | Årets artist |
| - Euphoria – Loreen - Händerna mot himlen – Petra Marklund - Astrologen – Darin - I Love It - Icona Pop - Strövtåg i hembygden - Mando Diao | - Darin - Loreen - Petra Marklund                                                                                     |
| Årets tv-program | Årets tv-stjärna |
| - Torka aldrig tårar utan handskar - Så mycket bättre - Melodifestivalen 2012                                                               | - Simon J. Berger - Gina Dirawi - Robin Olsson                                                                        |
| Årets film | Årets scen |
| - Cockpit - Weekend - En oväntad vänskap | - After Dark - La Cage Aux Folles - Orlando                                                                           |
| Årets duo | |
| - Adam Pålsson & Adam Lundgren - Maria & Mindy - Christer Lindarw & Babbsan                                                                 | |